# Ječe

Ječe je drama v treh dejanjih Ferda Kozaka. Napisana je bila za 8. marca 1944 v taborišču 3. prekomorske brigade v Južni Italiji. V knjižni obliki pa je bila objavljena leta 1978.

## Osebe
- Prva žena
- Druga žena
- Tretja žena
- Prvo dekle
- Drugo dekle
- Tretje dekle
- On

## Vsebina
Zbor žena z vročo vero v srcu potuje v pomlad. V plamenih in krvi so se srečale z možmi.

### Pismo od doma
V ječi dekle bere pismo od doma, ženske sanjajo o lepotah preteklosti in dajejo domovini, kar jim je ostalo: gorje, srd, željo po maščevanju, življenje. Z njo vred bodo nova domovina novih rodov.

### Novi red
On govori, da so vsemogočna oblast, bodočnost Evrope, in kdor se upira bo zdrobljen. Žene pa na laž postavijo vse njegove besede, pravijo, da jih je sama izprijena požrešnost, nasilje, demon razkroja in uničevanja.

### Zadnja ura
Žene in dekleta čakajo na smrt, dojemajo znamenja velike smrti in vstajenja, njihovo srce je trdo. Krvniki bodo merili v resnico in pravico, teh pa se ne da ubiti. Vrata se odpirajo, odpira se pot v domovino.